# Salerano Canavese
Salerano Canavese (piemontesisch Saleiran) ist eine italienische Gemeinde in der Metropolitanstadt Turin (TO), Region Piemont.

## Lage und Einwohner
Salerano Canavese liegt 53 Straßenkilometer nordöstlich von Turin. Der Ort liegt auf einer Höhe von 247 m über dem Meeresspiegel. Das Gemeindegebiet umfasst eine Fläche von 2,1 km² und hat 455 Einwohner (Stand 31. Dezember 2023). Die Nachbargemeinden sind Ivrea, Fiorano Canavese, Banchette, Samone und Loranzè.

## Geschichte

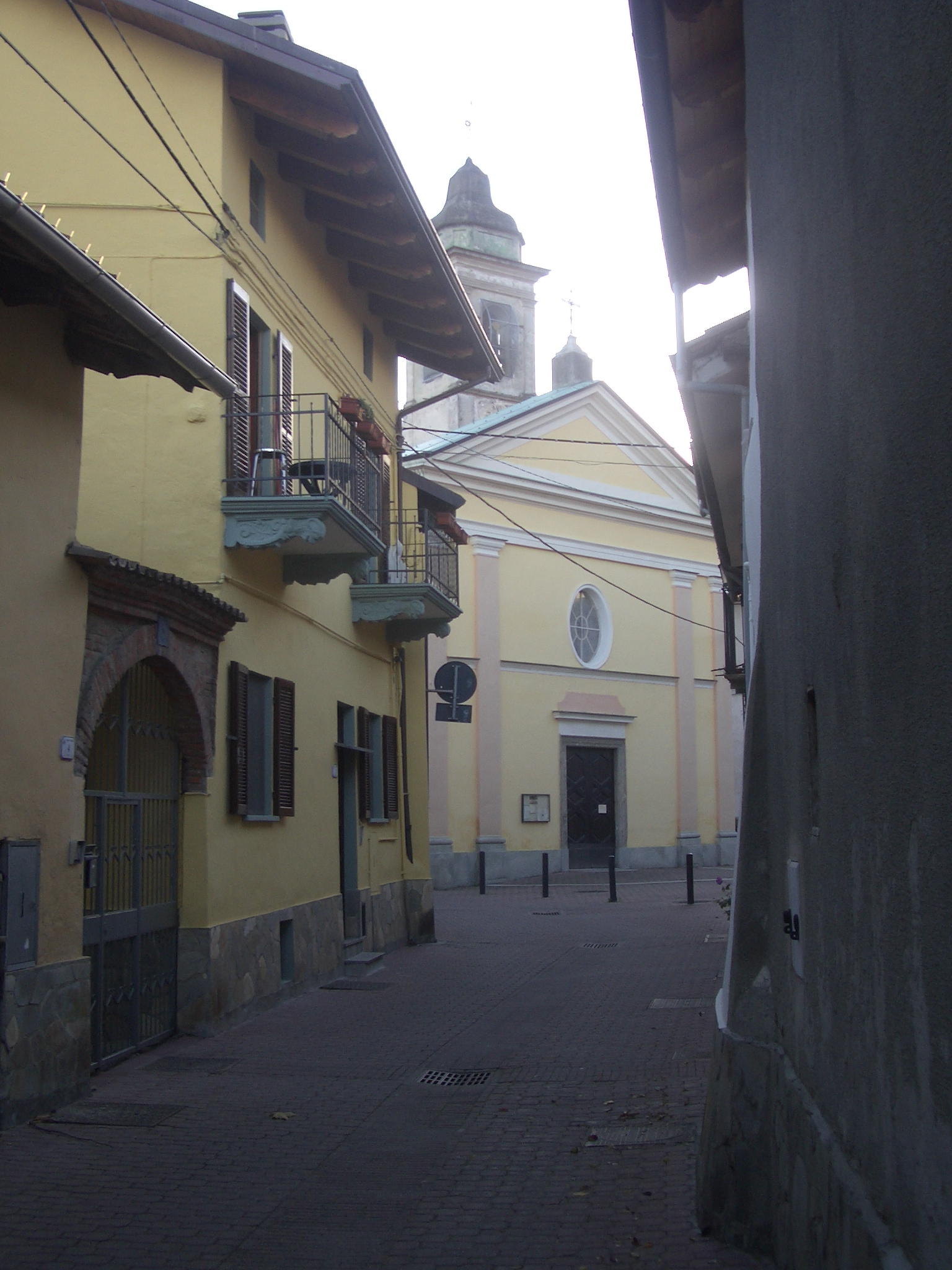
Kirche

Der Name Salerana wird zum ersten Mal im Jahr 999 in einer Urkunde von Otto III. von Bayern, dem Kaiser des Heiligen Römischen Reiches, und später im Jahr 1020 erwähnt, als die Söhne von König Arduino, dem ersten König von Italien, dort eine Versammlung abhielten.